# Alexander Winkler
Alexander Winkler (28. května 1886, Moravská Ostrava – 22. ledna 1979, Ostrava) byl českobratrský farář, organizátor společenského života a šachista.
Roku 1909 působil jako výpomocný kazatel ve Vsetíně, v letech 1909–1911 byl vikářem sboru v Horních Dubenkách pro Jindřichův Hradec, v letech 1911–1920 byl farářem v Pržně a v letech 1920–1954 farářem ve Frýdku-Místku. Od 1. prosince 1954 byl ve výslužbě.
Byl vydavatelem čtrnáctideníku Českobratrské hlasy. Zasloužil se o výstavbu Husova domu v Bašce v roce 1929. V roce 1945 zastával od května do července funkci prozatímního administrátora sborů Augšburské církve evangelické ve východním Slezsku v Československu; jeho úkolem mělo být včlenit tyto sbory do ČCE, tento záměr se však nezdařil.
Byl jedním ze zakládajících členů a dlouholetým předsedou sportovního klubu SK Ostravica.
Byl rovněž výborným pianistou, konal koncerty a dirigoval pěvecký sbor.